# Parc Nacional Hustai
El Parc Nacional Hustai (mongol: Хустайн байгалийн цогцолборт газар), situat a les muntanyes Khustai de la província de Töv, és un parc nacional de Mongòlia. També es coneix com a Parc Nacional Khustain Nuruu. Té una superfície de 506 km². El riu Tuul travessa el parc.

## Història
El govern mongol va declarar el Parc Nacional Hustai com a Zona Especialment Protegida l'any 1993, un any després de l'inici del projecte de reintroducció del Takhi (cavall de Przewalski) als Hustain Nuruu. La PNH s'estén a través de les muntanyes Khentii i inclou la vora occidental de l'⁣estepa mongola als límits d'⁣Altanbulag, Argalant i Bayankhangai Soums de la província de Töv. El parc és q uns 100 km de la capital, Ulaanbaatar, a l'oest.
L'any 2002, l'organització Man and the Biosphere Reserves de la UNESCO va certificar el Parc Nacional Hustai com a membre de la xarxa mundial de reserves naturals de la biosfera. Es va inscriure com a membre de la UICN el 2007.

## Fauna salvatge
El parc acull 459 espècies de plantes vasculars, 85 espècies de líquens, 90 espècies de molsa i 33 espècies de bolets. S'han registrat unes 44 espècies de mamífers, entre les quals hi ha uapití de l'Altai, gasela mongol, cabirol, senglar, ovella salvatge, íbex de Sibèria, marmota mongol, llop gris, linx eurasiàtic, gat de Pallas, guineu vermella, guineu de l'estepa i toixó euroasiàtic. El parc ha estat designat Àrea important per a la conservació de les aus per BirdLife International; les seves 217 espècies d'ocells inclouen l'àguila daurada, l'àguila, l'avutarda, el cigne cantor, la cigonya negra, la perdiu de Dàuria i el mussol petit. Hi ha 16 espècies de peixos, dues espècies d'⁣amfibis i 385 espècies d'⁣insectes (incloent-hi 21 espècies de formigues, 55 espècies de papallones, 10 espècies de grills arbustius i 29 espècies de llagostes). S'ha trobat una nova espècie d'insecte del sòl a Hustai i se li ha donat el nom científic d'Epidamaeus khustaiensis.